# Shamulzayi
Shamulzayi ou Shemel Zayi é um distrito da província de Zabol, no Afeganistão.